# Walter Giller
Walter Giller (Recklinghausen, 23 agosto 1927 – Amburgo, 15 dicembre 2011) è stato un attore tedesco.

## Biografia
Nato in una famiglia benestante, figlio di Walter Giller, pediatra, e di Edwine Röver, nel 1943, ancora liceale, venne arruolato come aiutante antiaereo, per poi seguire le orme paterne, studiando medicina.
In Italia si fece conoscere per due film che nel 1973 ebbero un buon successo: Dudù il maggiolino a tutto gas e Dudino il supermaggiolino. Nel 1963 con Ugo Tognazzi fu interprete del film grottesco  Una storia moderna - L'ape regina di Marco Ferreri, dove interpretava "Padre Bariaco". Fu partner anche di Claudia Cardinale nel film Ruba al prossimo tuo... (1968), per la regia di Francesco Maselli, film nel quale interpretava "Franz". Dal 1974 lavora esclusivamente per produzioni televisive, sempre in Germania. Dal 1956 fino alla morte è stato sposato con l'attrice Nadja Tiller (con cui ha lavorato in alcuni film) e ha vissuto a Lugano e ad Amburgo. Nel 2009 gli è stato diagnosticato un carcinoma del polmone e a causa di questo è morto nel 2011.

## Filmografia
- La ladra di Bagdad (Die Diebin von Bagdad), regia di Karel Lamač (1952)
- Lei (Sie), regia di Rolf Thiele (1954)
- Allarme a New York (Spion für Deutschland), regia di Werner Klingler (1956)
- Gli amanti del Pacifico (Blaue Jungs), regia di Wolfgang Schleif (1957)
- Peter Voss il ladro dei milioni (Peter Voss, der Millionendieb), regia di Wolfgang Becker (1958)
- I trafficanti di Singapore (Peter Voss, der Held des Tages), regia di Georg Marischka (1959)
- Nuda fra le tigri (Geliebte Bestie), regia di Arthur Maria Rabenalt (1959)
- Rosen Fur Den Staatsanwalt, regia di Wolfgang Staudte (1959)
- Accadde sotto il letto (Geliebte Hochstaplerin), regia di Ákos Ráthonyi (1960)
- L'affare Nina B (L'affaire Nina B.), regia di Robert Siodmak (1961)
- I peccatori della foresta nera (La Chambre ardente), regia di Julien Duvivier (1961)
- Lo strangolatore dalle nove dita (Der Würger von Schloß Blackmoor), regia di Harald Reinl (1962)
- Una storia moderna - L'ape regina, regia di Marco Ferreri (1963)
- La lunga strada della vendetta (Der letzte Ritt nach Santa Cruz), regia di Rolf Olsen (1964)
- Grido di vendetta (Heiss weht der Wind), regia di Rolf Olsen (1964)
- La cugina Fanny (Fanny Hill), regia di Russ Meyer (1964)
- Operazione terzo uomo (Schüsse im Dreivierteltakt), regia di Alfred Weidenmann (1965)
- Le pipe (Dymky), regia di Vojtěch Jasný (1966)
- Viva gringo (Das Vermächtnis des Inka), regia di Georg Marischka (1966)
- Spie contro il mondo (Les Carnaval des barbouzes), regia di Alberto Cardone, Robert Lynn, Sheldon Reynolds e Louis Soulanès (1966)
- Il più grande colpo del secolo (Le Soleil des voyous), regia di Jean Delannoy (1967)
- Ruba al prossimo tuo..., regia di Francesco Maselli (1968)
- Divagazioni erotiche (Grimms Märchen von lüsternen Pärchen), regia di Rolf Thiele (1969)
- Dudino il supermaggiolino (Ein Käfer auf Extratour), regia di Rudolf Zehetgruber (1973)
- Dudù il maggiolino a tutto gas (Das Verrückteste Auto der Welt), regia di Rudolf Zehetgruber (1975)
- Germaine Damar - Der tanzende Stern, regia di Michael Wenk (2011)

## Riconoscimenti
- 1975 Hersfeld-Preis